# شیاولی، شاندونگ
شیاولی، شاندونگ (به لاتین: Xiaoli) یک شهرک در جمهوری خلق چین است که در بخش چانکینگ واقع شده‌است. شیاولی ۵۱ متر بالاتر از سطح دریا واقع شده‌است.